# Каскад (Єреван)
Каскад — монумент, збудований в Єревані, у 1971-2002 рр.
З 17 листопада 2009 р. Каскад став центром сучасного мистецтва — Центр мистецтв Гафесчяна.

## Опис
Монумент складається з садів на терасі, фонтанів та великих сходів, що протягаються згори донизу. Ширина — 50 метрів, висота — 118 метрів. Сходи розташовані під нахилом в 15°, складаються з 572 східців та простягають на 302 метри.
Всередині розташовані ескалатори, що піднімаються у 118 метрів вгору, майже всю поверхню займає Центр мистецтв Кафесчяна.

## Галерея

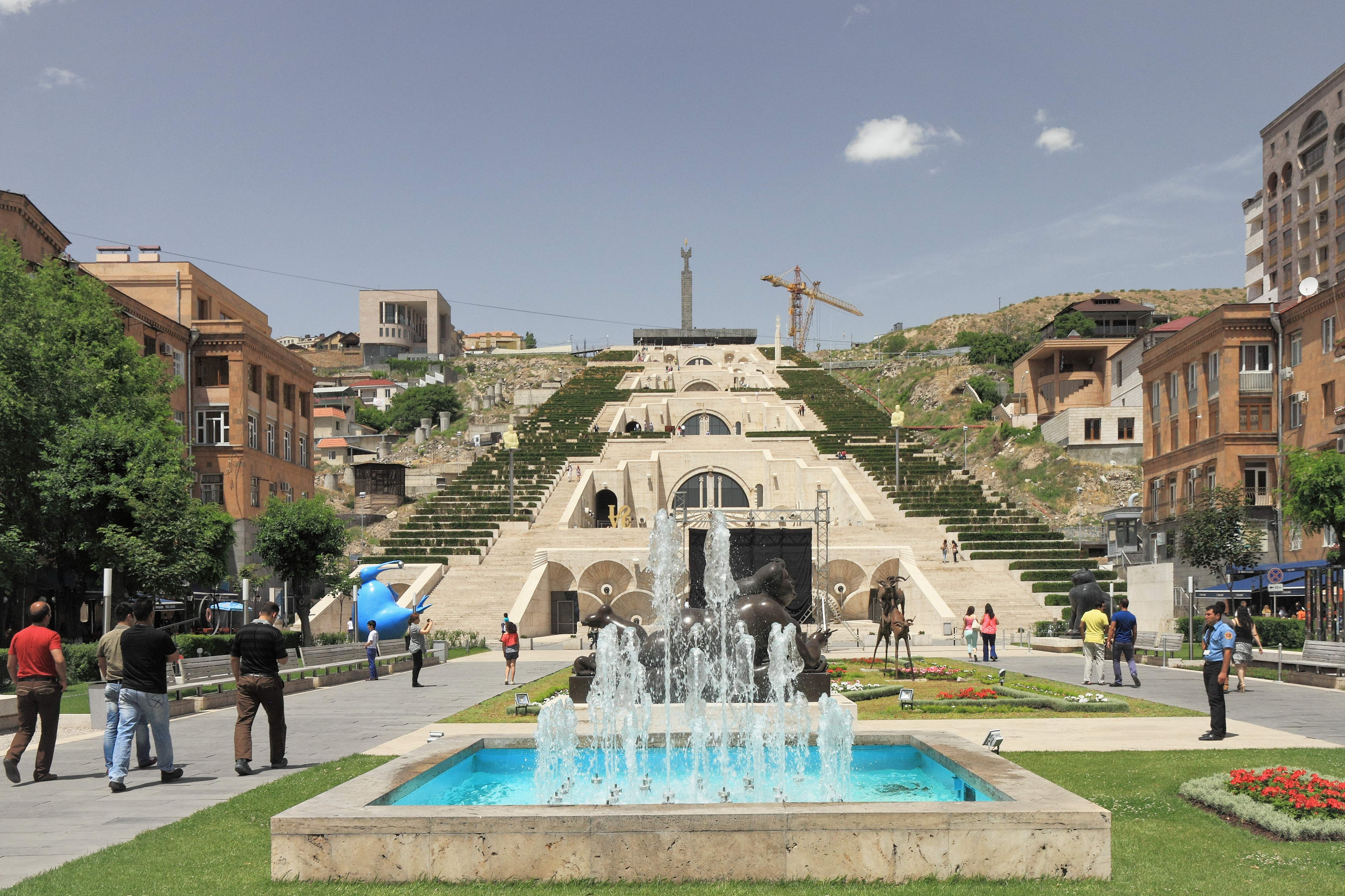
парк
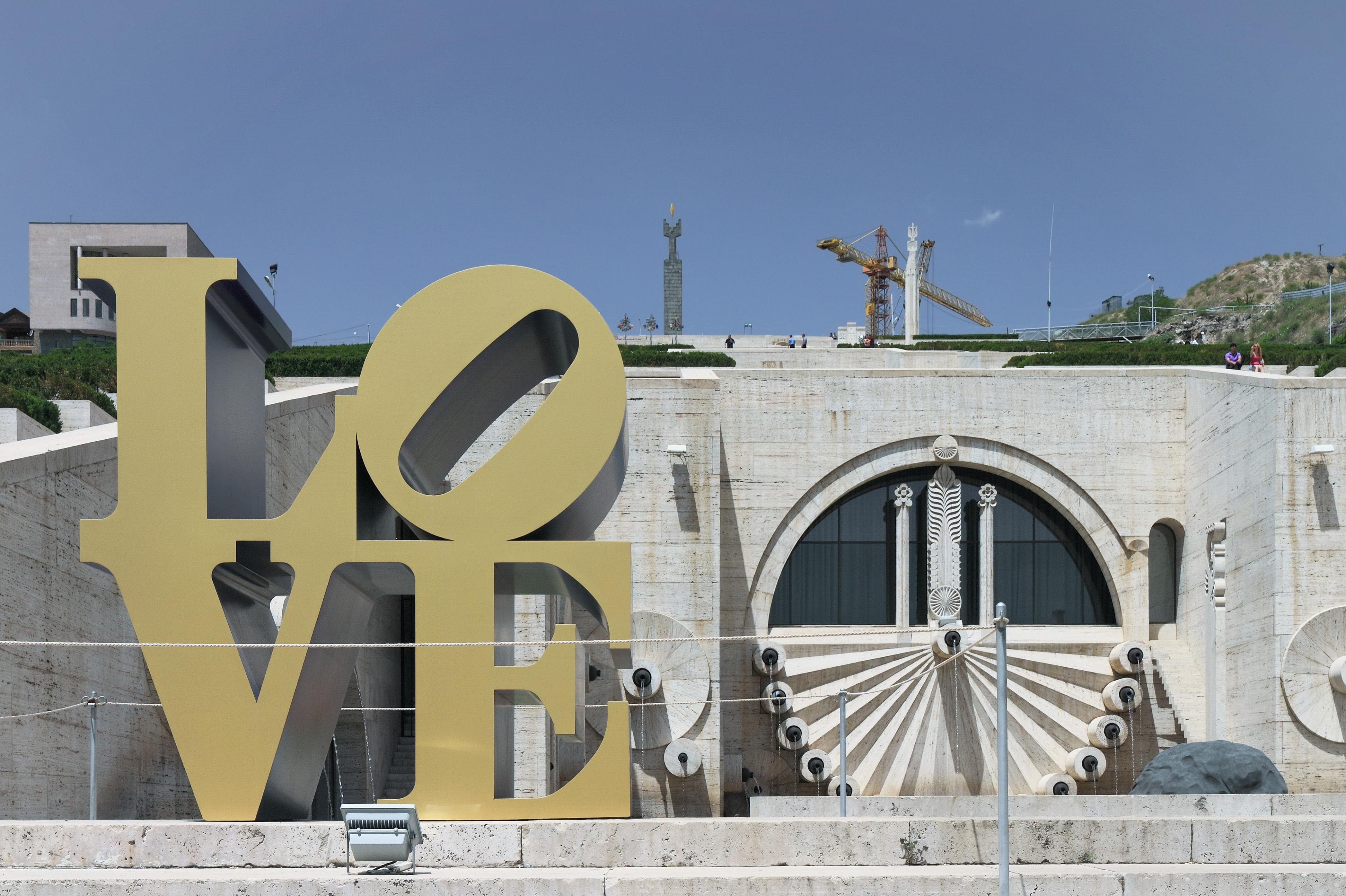
напис любов
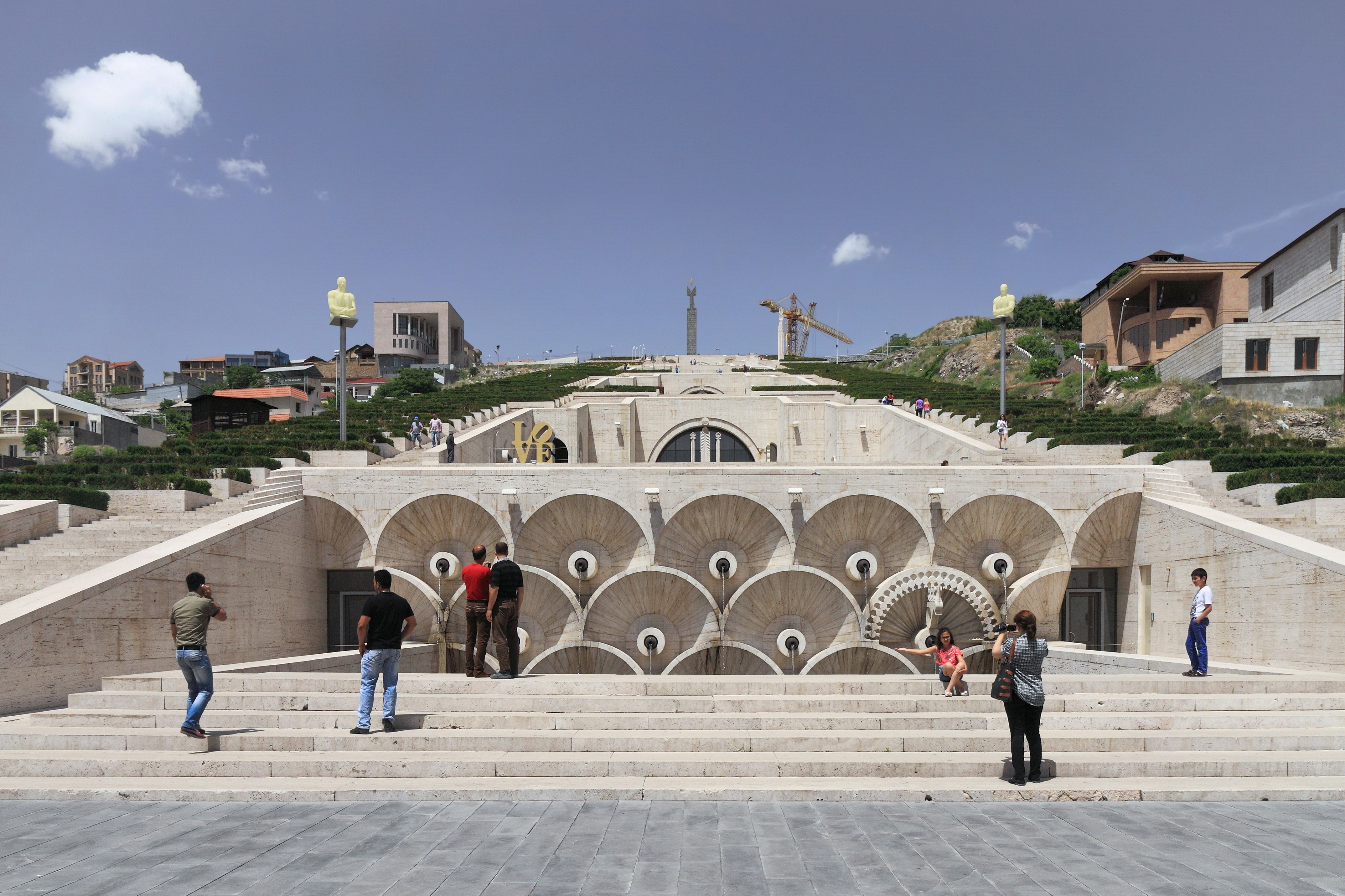
Перший рівень
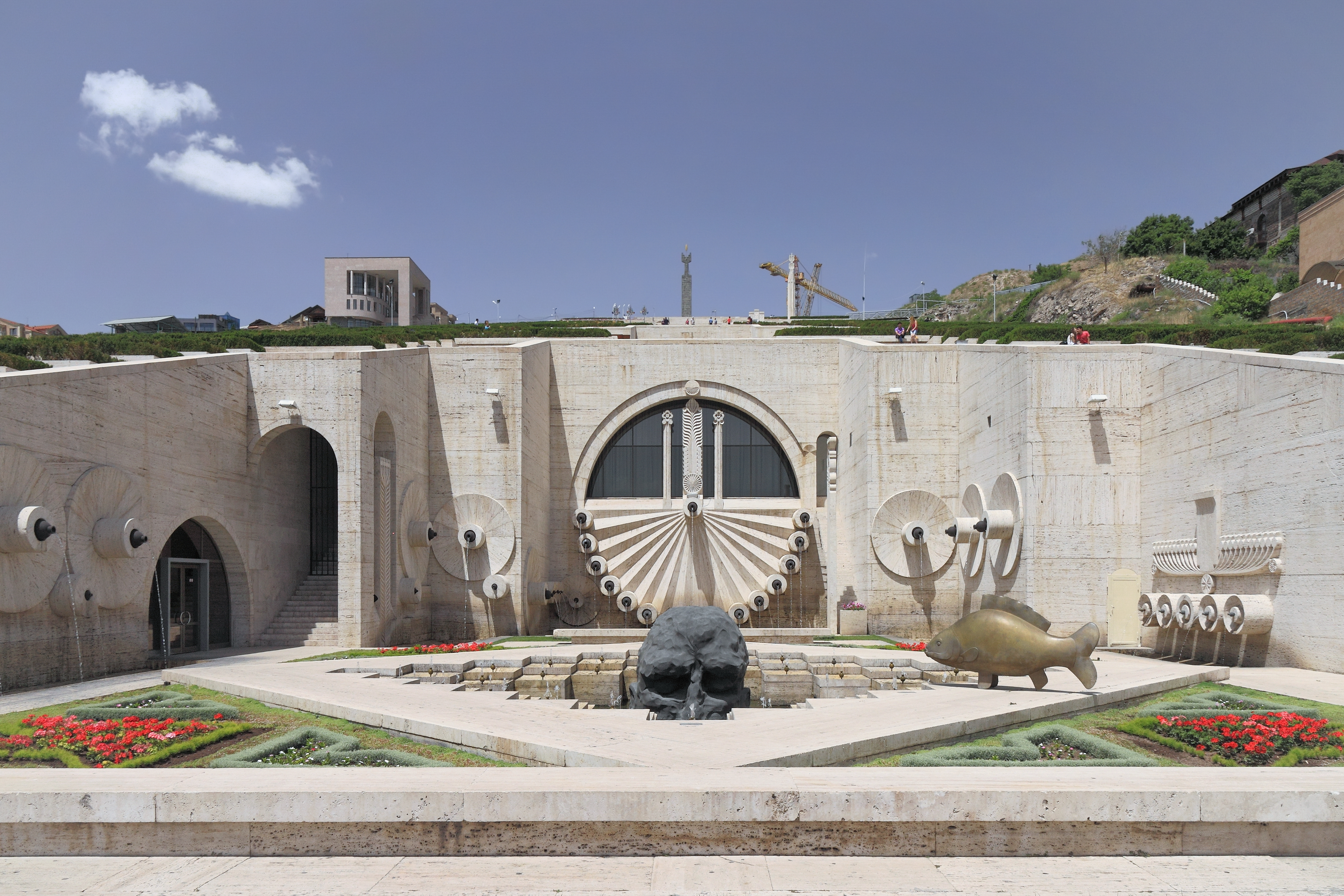
Другий рівень
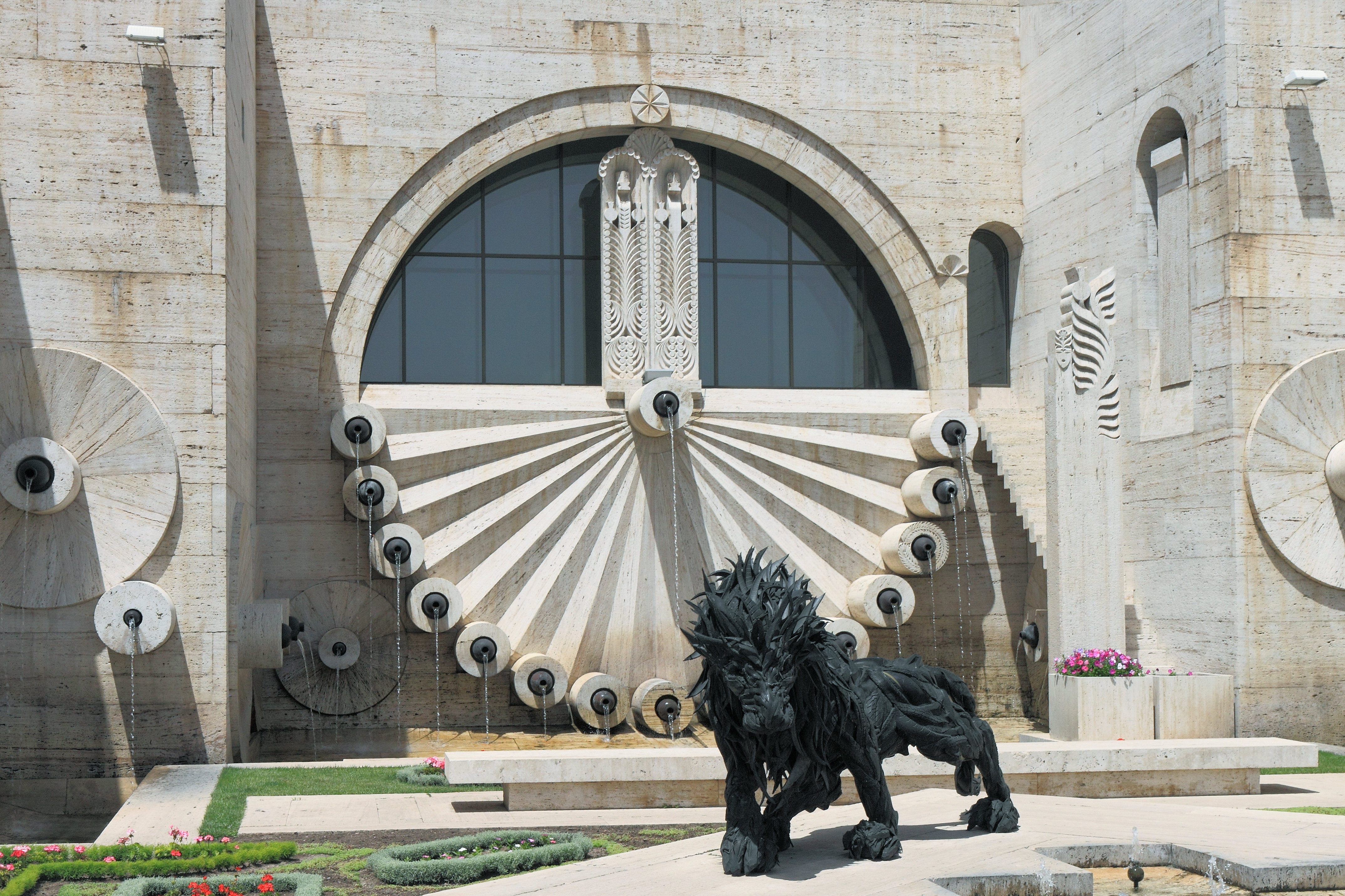
Третій рівень
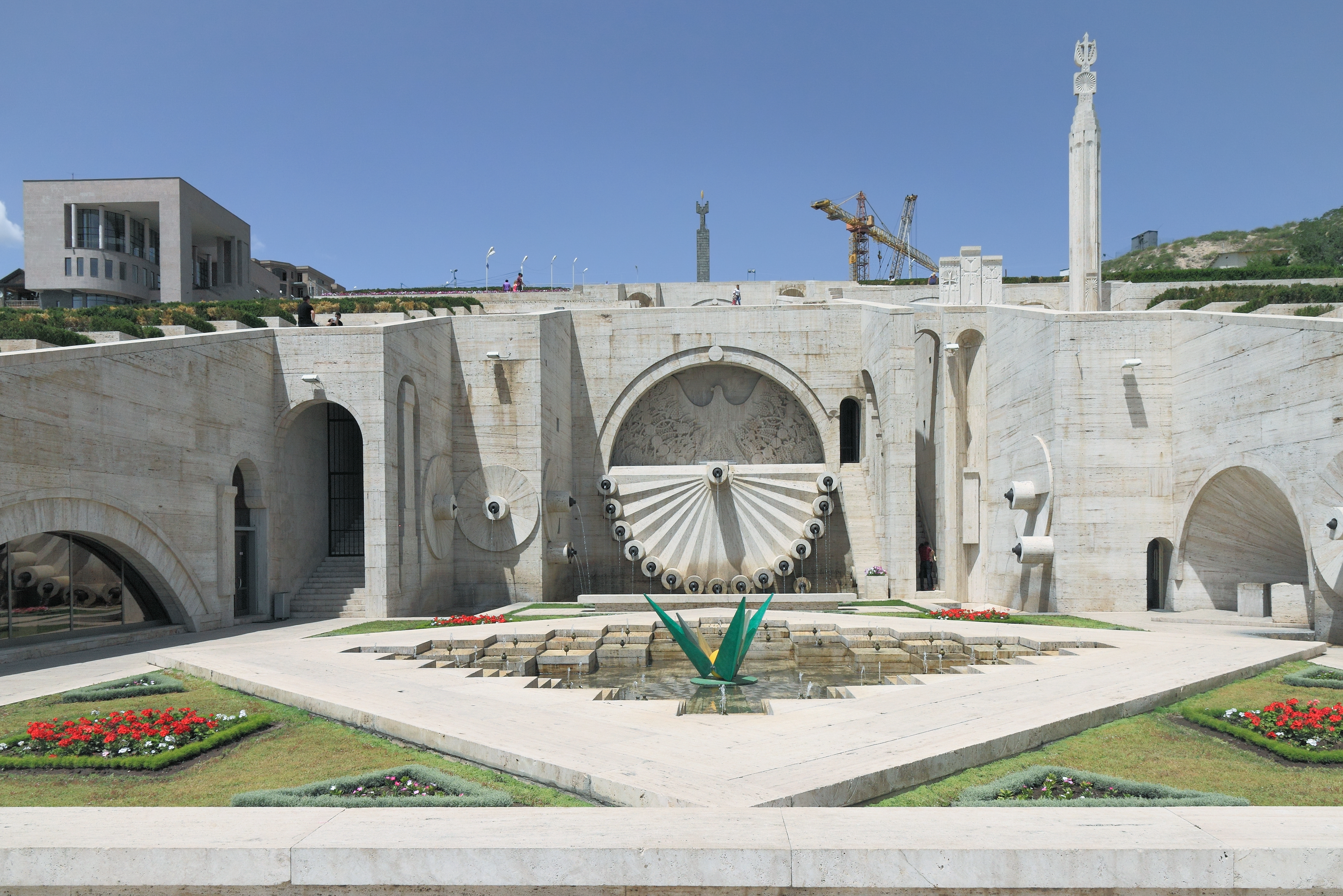
Четвертий рівень
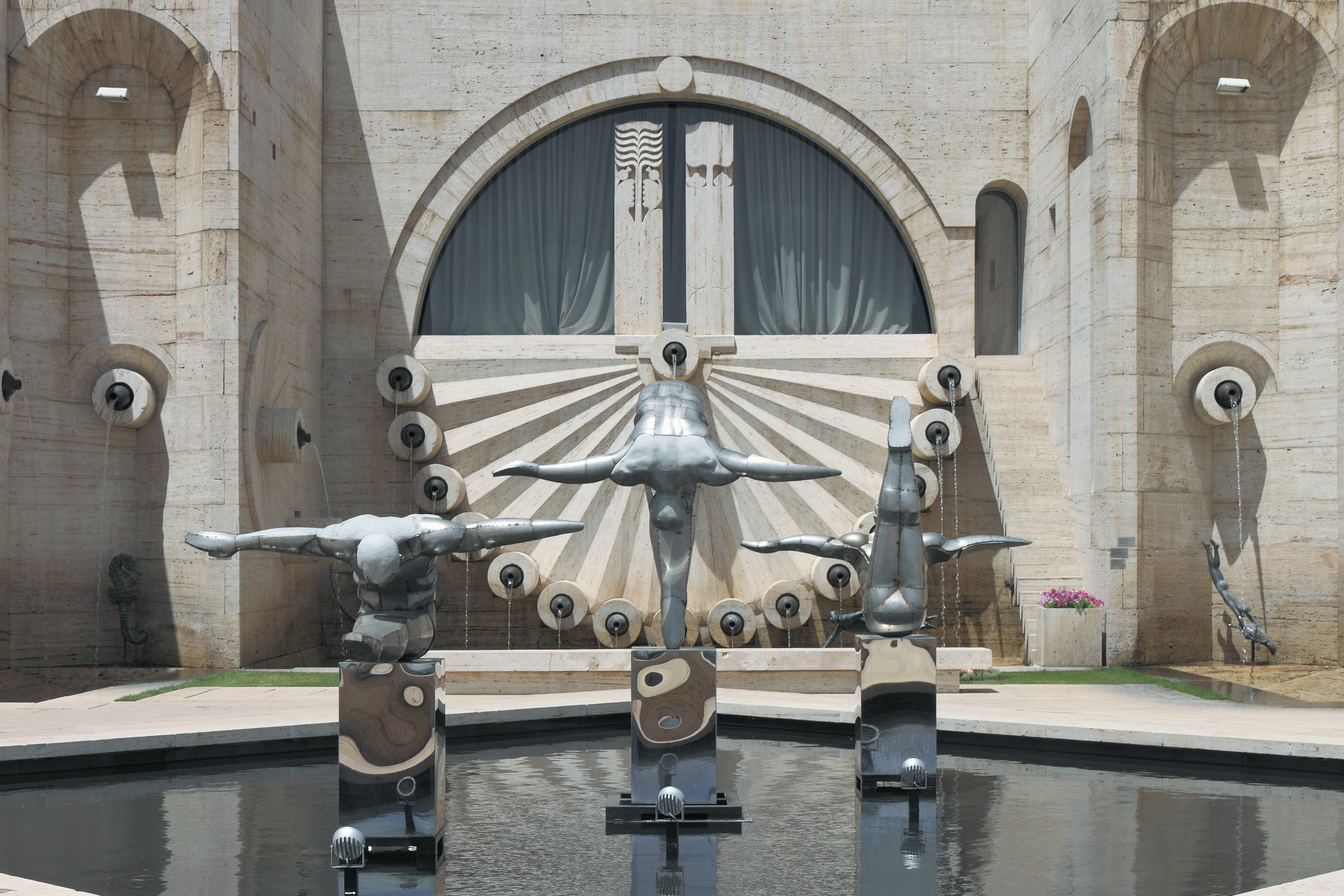
П'ятий рівень
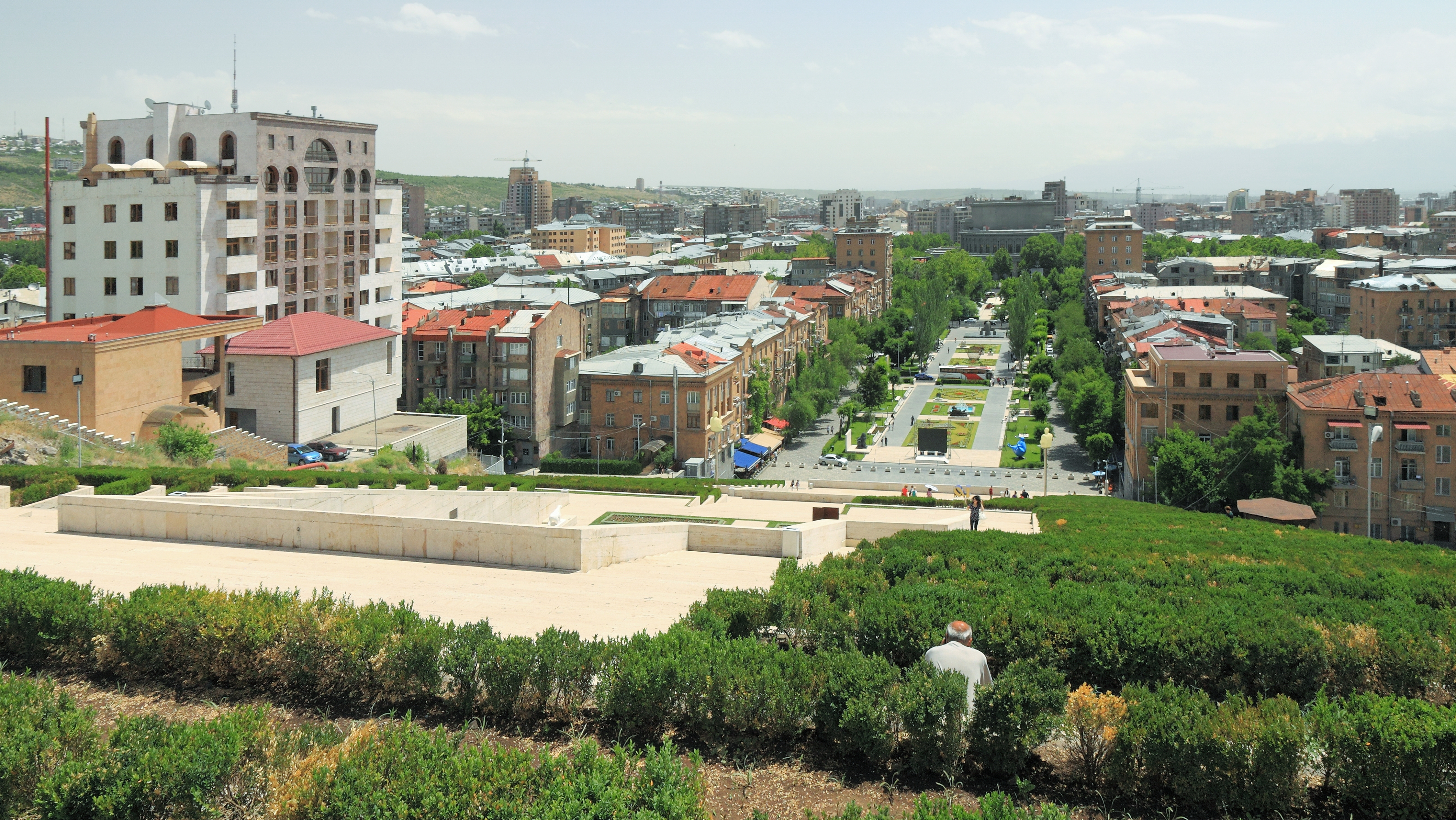
Вигляд на Каскад.
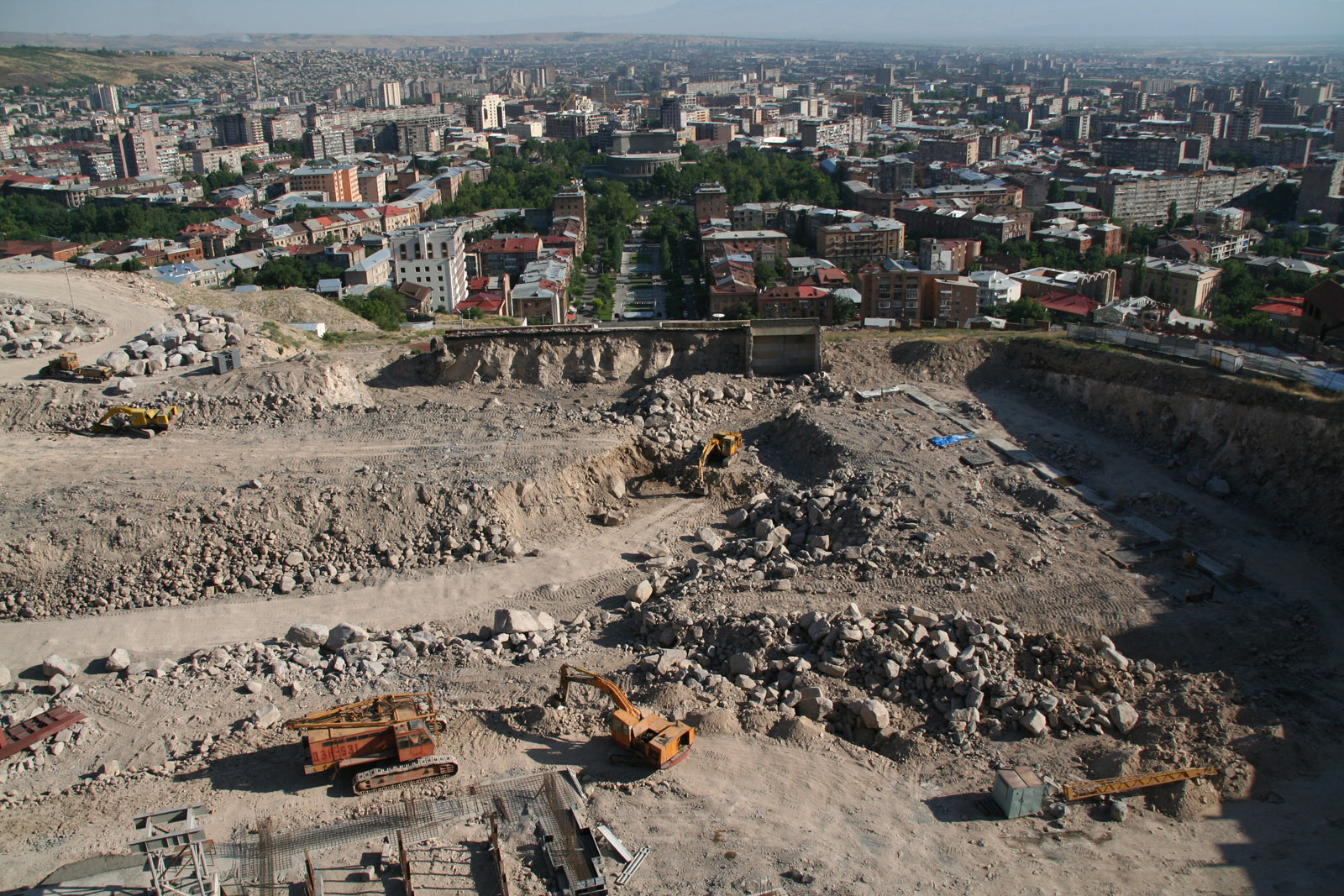
Місце майбутнього музею Кафесчяна.